# 48 Komenda Odcinka Prudnik
48 Komenda Odcinka Prudnik – zlikwidowany samodzielny pododdział Wojsk Ochrony Pogranicza pełniący służbę na granicy polsko-czechosłowackiej.

## Formowanie i zmiany organizacyjne
W maju 1945 komendantura radziecka, zajmująca wówczas prudnickie koszary zaczęła je przekazywać polskiemu wojsku. Pierwszą jednostką Wojska Polskiego, której pododdziały objęły służbę w lipcu 1945 na granicy w rejonie Prudnika był 3 batalion 6 Pułku Piechoty z 2 Dywizji Piechoty. Batalion Pułku zakwaterował się w koszarach przy obecnej ul. Jarosława Dąbrowskiego po uzgodnieniu z radziecką komendanturą.
Wojska Ochrony Pogranicza przybyły do Prądnika w pierwszej połowie października 1945. Dowództwo i sztab zajęło budynek obecnej biblioteki Liceum Ogólnokształcącego przy ul. Gimnazjalnej , a kwatermistrzostwo dawne kasyno oficerskie przy ul. Parkowej . Stopniowo przejmowano koszary prudnickie, w pierwszej kolejności budynki od strony ul. Dąbrowskiego, w których zakwaterowano poszczególne elementy komendy odcinka WOP. Następnie przejęto pod administrację pozostałą większą część koszar, które jednak do 1950 użytkowane nie zostały. Ową nieużytkowaną, większą część koszar administrował Organ Kwaterunkowo–Budowlany WOP, lecz strzegli jej cywilni strażnicy: Marian Barylak, Edward Szejdewik, Julian Langer. Ochronie ich podlegały zarówno bloki koszarowe, jak i znajdujący się w nich sprzęt, a także hodowla jedwabników i inne hodowle. Strażnicy ci podlegali pośrednio ówczesnej służbie kwaterunkowo–budowlanej w Nysie.
48 Komenda Odcinka sformowana została w 1945 w strukturze 10 Oddziału Ochrony Pogranicza. We wrześniu 1946 odcinek wszedł w skład Katowickiego Oddziału WOP nr 10.
24 kwietnia 1948, na bazie 48 Komendy Odcinka sformowano Samodzielny Batalion Ochrony Pogranicza nr 71.

## Struktura organizacyjna
Struktura organizacyjna przedstawiała się następująco:
- dowództwo, sztab i pododdziały przysztabowe – Prudnik
- 220 strażnica WOP Pomonowice
- 221 strażnica WOP Dytmarów
- 222 strażnica WOP Kunzendorf
- 223 strażnica WOP Zwierzynie
- 224 strażnica WOP Głuchołazy do 15.07.1947[c].

## Wydarzenia
- 1945 – 24 grudnia [...] w dzień wigilii, przygotowano w Powiatowym Domu Kultury wieczerzę wigilijną dla żołnierzy, pozostających w tym dniu przy Sztabie Dowództwa (150 żołnierzy). Wieczerza odbyła się przy nadzwyczajnym nastroju. Wspólne życzenia i dzielenie się opłatkiem, poprzedziły przemówienia przedstawicieli władz i społeczeństwa. Kolejno przemawiali starosta, prezes Towarzystwa Przyjaciół Żołnierza, ksiądz proboszcz i ksiądz prefekt gimnazjalny oraz major Semik – dowódca WOP. Podczas kolacji chór Powiatowego Domu Kultury „Jutrzenka” odśpiewał kilka kolęd, następnie ob. Karoń grał na skrzypcach solo, a miejscowa orkiestra smyczkowa i zespół Związku Harcerstwa Polskiego urozmaicił swoimi produkcjami program „Gwiazdki”. Na zakończenie wieczerzy wszyscy wspólnie odśpiewali hymn państwowy. Dla żołnierzy pozostających w służbie na granicy zostały przesłane paczki z upominkami i życzeniami. Należy nadmienić, że w akcji organizacji „Gwiazdki” specjalnie wyróżnili się: starosta powiatowy i prezes Towarzystwa Przyjaciół Żołnierza[5].
- 1946 – tuż przed referendum w rejonie Głogówka, została zlikwidowana min. przez oficerów zwiadu WOP działająca podziemna niemiecka organizacja Die silbernen Drei (srebrna trójka), która skupiała 27 uzbrojonych członków[6].
- 1947 – 13 kwietnia [...] W prądnickim garnizonie W. O. P. w pierwszy dzień Świąt Wielkanocnych zostało zorganizowane tradycyjne „Święcone” dla żołnierzy, z udziałem przedstawicieli miejscowego społeczeństwa. Przy zastawionych stołach zasiedli żołnierze, podoficerowie i oficerowie wolni od służby, z dowódcą odcinka WOP, kpt. Szpunerem na czele. Obok nich zasiedli „cywile” płci obojga, z gospodarzem powiatu, Starostą Czechowiczem i przew. Pow. Rady Nar. Zb. Bachowskim, przedstawiciele Towarzystwa Przyjaciół Żołnierza, szkolnictwa, byłych uczestników walk z okupantem i inni. Przykrym dla żołnierzy i uczestników był brak przedstawicieli duchowieństwa, które szczególnie na takiej właśnie uroczystości winno być reprezentowane, gdyż uroczystość to staropolskie „Święcone”, bliskie jest sercu każdego Polaka, każdego katolika. Po dłuższej chwili oczekiwania przemówił kpt. Szpuner, witając gości i żołnierzy i życząc zebranym „Wesołego Alleluja”. Następnie Starosta Czechowicz powitał żołnierzy imieniem Rządu, obrazując osiągnięcia Polski odrodzonej. Z kolei prezes Bachowski powitał zebranych imieniem społeczeństwa powiatu oraz imieniem Polskiej Partii Socjalistycznej. Zabrał głos również przedstawiciel Urzędu Bezpieczeństwa Publicznego w Prądniku, ppor. Nosol, imieniem wojska por. Wąsowicz, oraz ob. Laufer im. b. uczestników walk z okupantem oraz im. Polskiej Partii Robotniczej. Głębokie w treści przemówienie wygłosił insp. Szkolny F. Michałowski, niestrudzony działacz o polskość Opolszczyzny za czasów okupacji niemieckiej. Mówcy podkreślali radość z faktu, że tutaj na ziemiach południowo–zachodnich Polski, żołnierz polski a wraz z nim każdy Polak tutaj przybyły, może nareszcie spokojnie zasiąść do „Święconego”, bez obawy o swe życie, o życie swych najbliższych. Równocześnie jednak fakt, że z szeregów Polski ludowej ubył jeden z największych bojowników o wolność i demokrację, wiceminister gen. Świerczewski – nasuwa w dniu tym smutne refleksje. Uwypuklił to w swym mocnym, żołnierskim przemówieniu dowódca 44 odcinka WOP Cieszyn – Ustroń, kpt. Michniewicz, przybyły z wizytą do Prądnika. Chwilą ciszy uczczono pamięć gen. Świerczewskiego, poległego od skrytobójczej kuli bandytów ukraińskich UPA. Imieniem żołnierzy przemówił plut. Kępczyński, dziękując T. P. Ż. za przyczynienie się do urządzenia tej prawdziwie rodzinnej, żołnierskiej uroczystości. Uroczystość „Święconego” zbiegła się z rocznicą urodzin kpt. Szpunera, czego nie omieszkali wykorzystać jego podkomendni, dając dowód jego dużej wśród nich popularności. „Święcone” spędzono w nader miłym nastroju, przy dźwiękach muzyki. Pozostanie ono jednym z ogniw w łańcuchu miłych wspomnień zarówno żołnierzy, jak i społeczeństwa Prądnika, (ker)[7].

## Oficerowie komendy odcinka

### Dowództwo komendy odcinka w 1945
- mjr Tadeusz Semik – komendant
- por. Kuryłko – szef sztabu
- por. Bernard Golicki – kwatermistrz
- kpt. Stefan Arszynski – oficer zwiadu WOP.

Źródło:

### Komendanci odcinka
- mjr Tadeusz Semik (15.11.1945[8]–04.1946[9])
- kpt.[7]/mjr Mieczysław Szpuner (04.1946–10.1947)[10]
- mjr Aleksander Wasilewski (10.1947–1948)[11].

## Upamiętnienie
Tablica pamiątkowa, poświęcona żołnierzom i pracownikom cywilnym byłych jednostek wojskowych stacjonujących w koszarach przy ul. Dąbrowskiego w Prudniku. Uroczystość odsłonięcia tablicy odbyła się 19 maja 2007 o godz. 10.00. Inicjatorem przedsięwzięcia było Stowarzyszenie Integracji Rodzin Wojskowych Kadry Zawodowej byłego Garnizonu w Prudniku i Koło Miejsko-Gminne Związku Byłych Żołnierzy Zawodowych i Oficerów Rezerwy Wojska Polskiego w Prudniku.

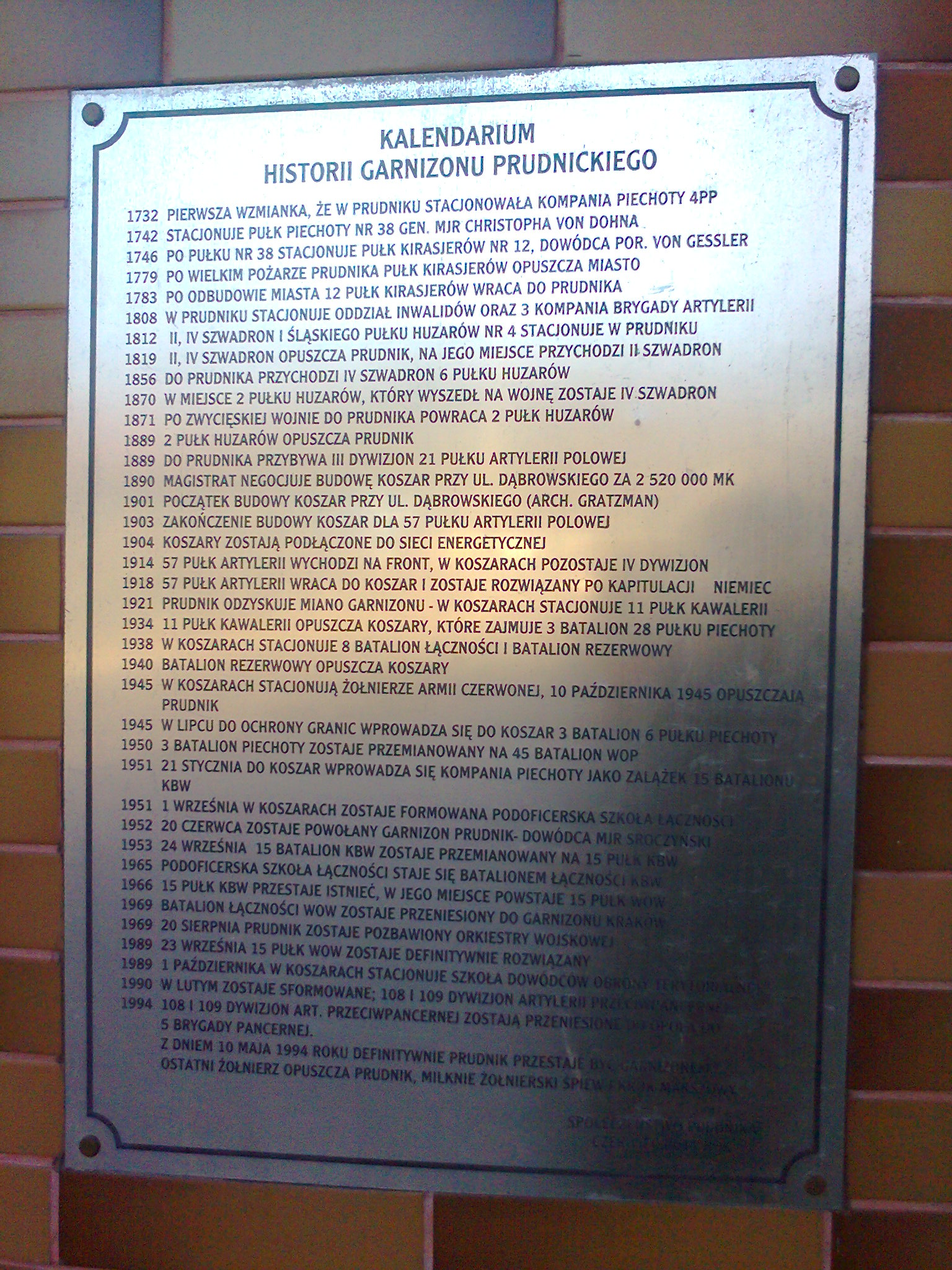
Kalendarium historii garnizonu prudnickiego (grudzień 2013)
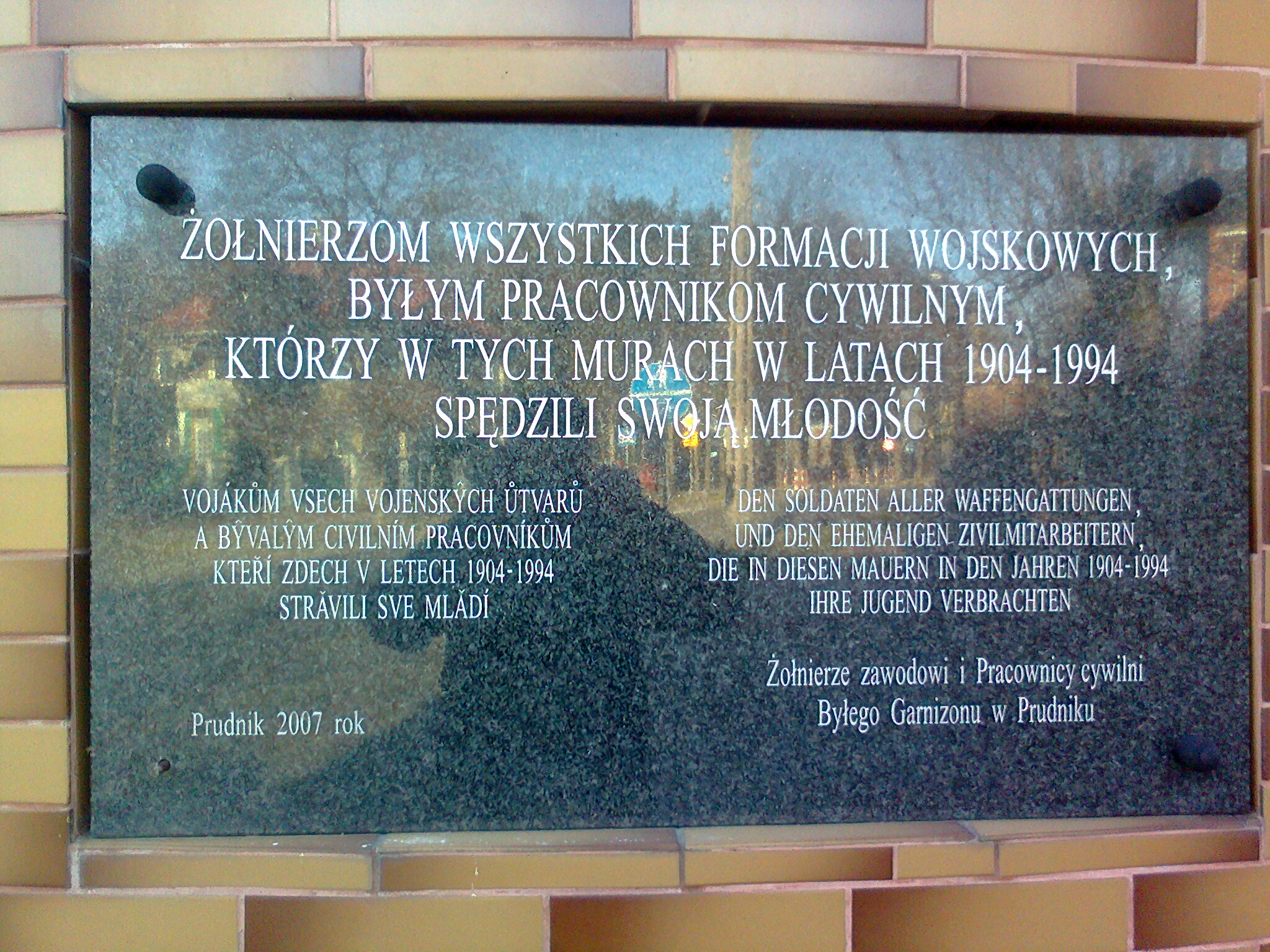
Tablica pamiątkowa (grudzień 2013)
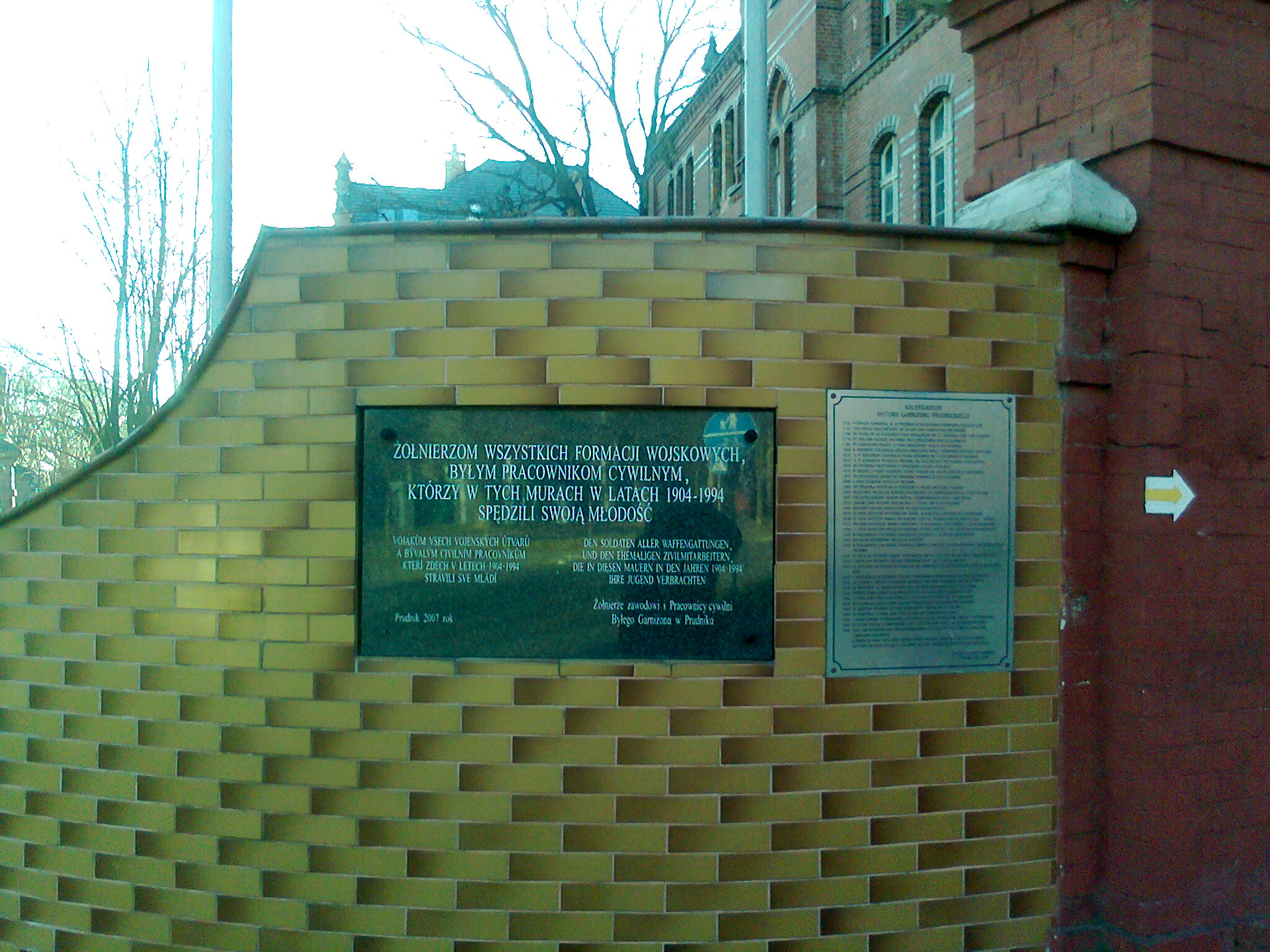
Tablica pamiątkowa i kalendarium garnizonu przy bramie wjazdowej, widok od ul. Dąbrowskiego (grudzień 2013)